# پترزبورگ، شهرستان کیپ می، نیوجرسی
پترزبورگ (به انگلیسی: Petersburg) یک منطقهٔ مسکونی در ایالات متحده آمریکا است که در نیوجرسی واقع شده‌است. پترزبورگ ۱۰ متر بالاتر از سطح دریا واقع شده‌است.